# Dąbrowice (województwo mazowieckie)
Dąbrowice – wieś w Polsce położona w województwie mazowieckim, w powiecie żuromińskim, w gminie Żuromin. Ma status sołectwa.
| SIMC    | Nazwa      | Rodzaj    |
| ------- | ---------- | --------- |
| 1060493 | Biały Dwór | część wsi |

Wierni Kościoła rzymskokatolickiego należą do parafii św. Floriana w Poniatowie.
W latach 1975–1998 miejscowość administracyjnie należała do województwa ciechanowskiego.